# Slaget vid Freiburg
Slaget vid Freiburg, även känt som Tredagarsslaget, ägde rum den 3, 5 och 9 augusti 1644 (nya stilen) eller 24, 25 och 30 juli (gamla stilen), stod mellan härar från Bayern och Frankrike vid Freiburg im Breisgau och var en del av trettioåriga kriget. Bayrarna ledda av Franz von Mercy, gick till reträtt efter att ha blivit attackerade av den franska armén under Louis II av Condé och marskalk Henri de la Tour d'Auvergne de Turenne, och fransmännen tog i och med detta över staden Freiburg im Breisgau. Slaget vid Freiburg orsakade flest förluster av alla strider under kriget.